# Bernardo Ortiz de Montellano
Bernardo Ortiz de Montellano (Ciudad de México, 1899-1949), fue un poeta, escritor, ensayista, dramaturgo, narrador y traductor mexicano. Fue miembro del grupo Los Contemporáneos, jefe de redacción de El Trovador, revisor de libros en la Secretaría de Educación Pública (SEP) y maestro de la Escuela de Verano de la Universidad Nacional Autónoma de México (UNAM).

## Biografía
Nació en la Ciudad de México el año 1899. Estudió en la Escuela Nacional Preparatoria. Fue miembro del grupo "Los Contemporáneos", jefe de redacción de El trovador y también trabajó en la secretaria de Educación Publica. En 1928 funda junto a Bernardo J. Gastélum, Jaime Torres Bodet y Enrique González Rojo, la revista "Contemporáneos", siendo director de ésta por 3 años (1929 - 1932). Se ha distinguido como forjador de una lírica orientada hacia el posmodernismo, que comprende desde la inmersión reminiscente en el pasado hasta la concreción sensualista de un imaginismo elegante y preciso. Su poema Segundo sueño es el más representativo de su obra poética. Escribió también varias biografías de personajes importantes como "Figura, amor y muerte de Amado Nervo" (1943) y "Sombra y luz de Ramón López Valverde" (1946).
Fallece el año 1949 en la ciudad que lo vio nacer.

## Obras
Entre sus obras tenemos:
- Sueños (Poesía, 1933).
- Figura, amor y muerte de Amado Nervo (1943).
- Literatura indígena y colonial mexicana (1946).
- El sombrerón (1946).
- El caso de mi amigo Alzafeta (1946).[2]
- Medicina, salud y nutrición aztecas. México: siglo XXI Editores, (1a ed. 1993).

Entre sus ensayos son particularmente interesantes:
- Literatura indígena y colonial mexicana (1946)
- Literatura de la Revolución y Literatura revolucionaria (1930).[1]